# Жуан VI
Жуан (Иоанн) VI (порт. João VI o Clemente, полное имя Жуан Мария Жозе Франсишку Шавьер де Паула Луиш Антониу Домингуш Рафаэл де Браганса, порт. João Maria José Francisco Xavier de Paula Luís António Domingos Rafael de Bragança; 13 мая 1767, Дворец Келуш, Лиссабон, Португалия — 10 марта 1826, Бенпоста, Лиссабон, Португалия) — король Соединённого королевства Португалии, Бразилии и Алгарве с 20 марта 1816 по 7 сентября 1822 года, король Португалии и Алгарве и император Бразилии с 7 сентября 1822 по 10 марта 1826, внук Жуана (Иоанна) V, сын Педру III и Марии I, дочери короля Жозе I.
Происходил из династии Браганса. Был вторым сыном в семье, в связи с этим изначально его не готовили в качестве наследника престола. Его мать унаследовала трон, когда сыну было 10 лет. В 1792 году её объявили сумасшедшей, и Жуан, старший брат которого на тот момент умер, стал регентом королевства. В 1807 году в страну вторглась армия революционной Франции, из-за чего королевский дом был вынужден бежать в Бразилию. Позже в стране началась революция, которая вынудила короля вернуться домой, оставив Бразилию своему старшему сыну Педру, который вскоре провозгласил себя независимым императором с именем Педру I.

## Происхождение и ранние годы
Жуан родился 13 мая 1767 года во дворце Келуш в годы правления своего деда Жозе I, короля Португалии. Он был вторым ребёнком супружеской пары принца Педру (будущего короля-консорта Педру III) и Марии (будущей королевы Марии I) из дома Браганса, младшей ветви династии Капетингов, которая правила Португалией с 1640 года. Его родители приходились друг другу дядей и племянницей. Когда принцу было десять лет, Жозе скончался, и на трон взошла мать Жуана. Его детство и юность прошли незаметно и беззаботно, так как он был типичным «вторым сыном королевских кровей», в связи с чем как наследника престола готовили его брата Жозе. Об этом этапе жизни принца в целом мало данных. Известно, что в государстве тогда ходили слухи о якобы недостаточном уровне его образования, однако историки Жорже Педрейра и Фернанду Коста писали, что это не соответствует действительности, поскольку он получил настолько же строгое и высокое образование, что и его старший брат и наследник престола. С другой стороны, посол Франции описывал Жуана как человека весьма неуклюжего и нерешительного.
По традиции Жуан обучался литературе и естественным наукам у монахов Мануэля ду Сенакулу, Антониу Домингуша ду Пасу и Мигеля Франзини. Музыки принца обучали органист Жуан Кордейру да Силва и композитор Жуан Соза ди Карвалью, а верховой езде — сержант-майор Карлос Антониу Феррейра Монте. Кроме этого его обучали этикету, праву, религии и французскому языку, в то время как историю он изучал более сам, читая труды таких авторов, как Дуарте Нунес де Леан и Жуан де Барруш.

## Брак и кризис престолонаследия
В 1785 году состоялась торжественная церемония бракосочетания принца Жуана и Карлоты Жоакины, испанской инфанты из дома Бурбонов. Она была дочерью будущего короля, а на тот момент принца и наследника престола Испании Карла и его супруги, доны Марии Луизы де Парма. Часть португальского двора не очень благосклонно восприняла данный брак по политическим причинам, из-за опасения создания нового общепиренейского союза. Несмотря на Юный возраст Карлоты, она считалась очень бойкой девушкой и была высоко и изысканно образована. Но тем не менее послы Португалии испытывали её в течение четырёх дней перед тем, как подтвердить возможность брака с принцем. Кроме этого жених и невеста были очень юными (разница в возрасте составляла при этом 8 лет) и являлись достаточно близкими родственниками они нуждались в папской диспенсации для возможности заключения брака. После подтверждения со стороны святого престола в тронном зале испанского двора в окружении значительного количества аристократов обоих королевств и с большой помпой были подписаны брачные контракты. При этом Жуана на церемонии бракосочетания представлял отец невесты. Вечером состоялся банкет, в которым приняли участие около двух тысяч гостей.
В начале мая супруга прибыла к Жуану во дворец Пасу-Дукал в Вила-Висоза, а 9 июня пару благословили на брак в часовне Пачу. Жуан женился одновременно с сестрой, Марианной Викторией, суженым которой стал инфант Габриэль из испанского королевского дома. В те годы брат и сестра часто переписывались между собой, и эта переписка показывает то, что принц скучал по Марианне. Иногда он сравнивал её с молодой женой, в частности писал, что Карлота «очень умна и многое понимает». Принц также писал о том, что Карлота «очень маленькая», что он «очень любит её и поэтому не перестаёт любить и сестру». Темперамент Карлоты был неспокойным, и нередко для разрешения конфликтов требовалось личное вмешательство королевы и матери Жуаны Марии. Кроме этого принца беспокоил юный возраст и высокая разница в возрасте (на момент брака Жуану было 18, а его суженной — лишь 10). Из-за чрезмерной молодости жены фактического брака со всеми его атрибутами между ними так и не было: окончательного решения о бракосочетании пришлось ждать ещё пять лет, до 5 апреля 1790 года. В 1793 году родилась Мария Тереза, первая из детей пары и возможная наследница отца до рождения первого сына.
Относительно спокойное времяпрепровождение принца нарушилось 11 сентября 1788 года, когда скончался старший брат Жуана, и его провозгласили наследником короны. На принца Жосе возлагали большие надежды, ибо, как считали окружавшие его люди, он придерживался прогрессивных идеалистических идеалов эпохи Просвещения, хотя его и активно критиковала католическая церковь и её деятели как склоняющегося к антиклерикальной политической позиции маркиза Помбала. В то же время Жуан при жизни брата проявлял себя с противоположной стороны. Он был сторонником религиозного и абсолютистского развития государства, и его фанатичная верность католической церкви получила широкую известность. В следующем году принц заболел, и начался серьёзный кризис престолонаследия, так как при дворе всерьёз опасались за его жизнь. Вскоре он выздоровел, однако в 1791 году снова захворал. Как писал маркиз Мариалвы, он «обливался кровью изо рта и кишечника», а его настроение всегда было ниже, чем свойственно людям его возраста и положения. Из-за этого в Португалии возникла атмосфера всеобщей напряжённости и обеспокоенности его возможным правлением.

## Регентство
10 февраля 1792 года семнадцать врачей подписали документ об эмоциональной и психической неуравновешенности королевы Португалии Марии I и её неспособности управлять королевством. На тот момент она с каждым годом проявляла всё больше признаков психического расстройства, и врачи заявили о том, что нет никаких признаков того, что её состояние может улучшиться. Её сын Жуан не собирался сам брать бразды правления в свои руки в качестве принца-регента, что привело к формированию среди португальских дворян политического течения, которое собиралось коллегиально управлять государством как Совет. В королевстве ходили слухи о возможном безумстве принца, переданном ему матерью в качестве плохого наследства. Многие считали, что ему не дадут прийти к власти когда настанет время. Согласно давно принятым законом о регентстве, если регент умирал после назначения, ему по какой-либо причине мешали становится у руля государства, а также у него были дети в возрасте младше 14 лет — то есть в той ситуации, в которой оказался и Жуан, — управление осуществляли опекуны его детей или, если их ещё не назначили официально, его женой.
Одновременно с этим в стране ощущалось воздействие Французской революции, которая вызвала ужас и недоумение в рядах европейской монархии. Когда 21 января 1793 года был казнён король Франции Людовик XVI из династии Бурбонов, это вызвало международный резонанс. Так уже 15 июля того же года Португалия подписала конвенцию с Испанией, а 26 сентября заключила союз с Англией. Оба договора были направлены против новой Франции. Обе страны пытались отклонить поддержку Португалии, однако затем всё же заключили с ней договоры. Соблюдая их условия о военной помощи, Португалия в следующем году вступила с 6 тысячами солдат в Руссильонскую и Каталонскую кампании Революционных войн. Корабли же она передала англичанам. Несмотря на успешный старт, Португалия потерпела в них поражение. Испания вышла из войны, подписав союз против Англии. Из-за этого, будучи не в состоянии заключить мир с Францией без нарушения договора с Англией, который по прежнему сулил значительные выгоды стране, а война против которой означала крах морской торговли и значительный удар по Бразилии с её возможной потерей, регентский совет стал стремиться к нейтральному положению, формально будучи в союзе против Франции, но де-факто не участвуя в войне. Данный нейтралитет оказался хрупким и напряжённым.
14 июля 1799 года дон Жуан официально получил должность регента королевства, однако власть перешла к Франции, которая вынудила Испанию выйти из войны сепаратным миром, в то время как Англия была слишком слаба для прямого нападения. Наполеон Бонапарт заставил Испанию навязать свою волю Португалии. В результате англо-португальский союз был разорван. Первоначально Жуан отказался подчиниться, из-за чего нейтралитет, которого придерживалась Португалия, стал окончательно нежизнеспособен. В 1801 году началось вторжение испано-французских войск в Португалию, так называемая Апельсиновая война. В ходе трёхнедельного конфликта Португалия потеряла город Оливенса. Все страны, вовлечённые в противостояние и передел сфер влияния в Европе, заключали между собой секретные пакты. В этом потоке событий Португалия во главе с Жуаном пыталась стоять в стороне, и, будучи самой слабой стороной конфликта, использовалась как пешка во время переделов между великими державами.
Король лавировал между многочисленными политическими группировками со своими интересами. Он остался на стороне врагов Франции, вокруг него объединились и другие сторонники англичан. Его супруга же поддерживала интересы испанского монарха, на её стороне находились не доверявшие ни Франции, ни политике короля. Королева начала интриги с целью совершения государственного переворота и захвата власти. Однако попытка свержения короля была пресечена в 1805 году. Заговорщицу отселили от мужа, она перебралась во дворец Келуш, в то время как сам регент жил во дворце Мафра. Был заключён мир с Францией ценой денег: в пользу Наполеона выплачивался налог в 16 миллионов крузадо в год. Французы оставались довольны невовлечённостью Португалии в конфликт, пока она не предоставила свои порты британскому флоту для ведения борьбы с Наполеоном. Испанский министр Мануэль Годой, фаворит короля Карла IV, на тот момент яро убеждал его в необходимости прямой оккупации страны.
Захватив власть над Европой после победы над Пруссией, ставший императором Наполеон Бонапарт в 1806 году принял решение о блокаде Англии и велел своим союзникам и покорённым странам к ней присоединиться. Португалия изначально заявляла о нейтралитете, однако всё же объявила англичанам войну и формально закрыла порты для их кораблей. Однако Наполеон на тот момент уже вступил в тайный союз с Испанией, направленный на расчленение страны на три части. В конце 1807 года началось вторжение французских войск, которыми командовал генерал Жюно. В газете «Монитор» появилось сообщение о конце правления династии Браганса, которая вышла ещё до появления французских войск в Лиссабоне. Именно из неё Жуан узнал о своём свержении с престола. В июле 1807 года появился договор между Россией и Францией, а затем и официальный договор между Францией и Испанией. Жуан до последнего пытался выиграть время, даже вступив в переговоры с королём Англии о необходимости закрыть порты по настоящему и реально объявить ему войну. Благодаря тому, что Португалия так и не примкнула к блокаде, между странами существовал тайный договор о взаимопомощи, в частности о том, что англичане помогут королю перебраться в Бразилию в случае необходимости. Соглашение оставалось крайне выгодным для англичан, которые могли получать огромные суммы от торговли с трансконтинентальной португальской империей даже в случае падения Лиссабона. Однако король всё же был в раздумии о том, не стоит ли подчиниться Франции. В министерстве иностранных дел, впрочем, были уверены, что заключение нового мира не остановит Наполеона от реализации его экспансионистских планов. Там же полагали, что такой договор может повлечь вторжение англичан в Бразилию. 6 ноября, через неделю после того, как «Монитор» объявил о конце династии Браганса, английский флот вошёл в порт Лиссабона с 7 тысячами человек и приказом сопровождать королевскую семью в Бразилию или, в случае отказа, любой ценой занять город. Жуан подчинился и начал готовить переезд двора.

## Правление
Спасаясь от французов, в 1807 году он под прикрытием британского флота отправился вместе с семьёй и двором в Бразилию, предоставив управление Португалией нелюбимому народом англичанину Бересфорду. Английские военные и дипломаты не испытывали уважения к португальскому монарху, во многом поспособствовав формированию его медийного образа как ленивого, глупого, неуклюжего человека, носящего старый штопаный сюртук, в карманах которого он носил жареную курицу, чтобы в любой момент перекусить. При этом сам Жуан очень много сделал для улучшения условий жизни Бразилии, в дипломатии проводил дальновидную и умеренную линию, направленную на упрочение международного положения страны в послевоенном будущем. Став после смерти матери в 1816 году королём, Жуан оставался в Бразилии, изменив статус страны на Соединённое королевство Португалии, Бразилии и Алгарве. Либеральная революция заставила его передать управление Бразилией сыну дону Педру, а сам Жуан в 1821 году поспешно вернулся в Лиссабон и признал принятую кортесами конституцию, составленную по образцу испанской конституции 1812 года. Однако усилия Жуана по сохранению империи оказались тщетными — оппозиция абсолютистов, угрожавшая отменить конституцию вовсе, брожения патриотов в Бразилии вынудили его старшего сына Педру для сохранения власти в южноамериканских владениях 7 сентября 1822 года провозгласить независимость Бразилии.
24 ноября 1823 года был награждён орденом Св. Андрея Первозванного.
Отменив конституцию в 1823 году, Жуан, однако, не смог удовлетворить требований абсолютистов, во главе которых стояли королева Карлота и его младший сын дон Мигел. Мигел собирался устранить отца, но его замыслу не удалось осуществиться и он был изгнан, после чего снова была введена конституция. 13 мая 1825 году Жуан вынужден был признать независимость Бразилии под властью своего старшего сына Педру (император Педру I Бразильский) и отказаться от прав на бразильский престол, хотя пользовался формальным титулом монарха соединённого королевства.

## Семья
С 1790 года Жуан был женат на Испанской инфанте Карлоте Жоакине (1775—1830), дочери Карла IV.
Отношения между супругами были натянутыми, и в целом союз вышел несчастливым — последние 20 лет жизни Жуан жил отдельно от супруги, которая начала плести против него интриги, намереваясь восстановить в Португалии абсолютизм. Однако при этом в браке родилось девять детей, отцовство Жуана некоторых из них историками иногда подвергалось сомнению:
| Изображение | Имя               | Дата рождения   | Дата смерти      | Комментарий |
| ----------- | ----------------- | --------------- | ---------------- | --- |
|             | Мария Тереза      | 29 апреля 1793  | 17 января 1874   | с 1810 года супруга Педро Карлоса Испанского и Португальского, с 1838 года во втором браке со вдовцом своей младшей сестры Доном Карлосом Старшим |
|             | Франческо Антонио | 21 марта 1795   | 11 июня 1801     | 4-й принц Бейра, умер в возрасте 6 лет |
|             | Мария Изабелла    | 19 мая 1797     | 26 декабря 1818  | с 1816 года супруга своего дяди Фердинанда VII |
|             | Педру             | 12 октября 1798 | 24 сентября 1834 | император Бразилии как Педру I и король Португалии Педру IV                                                                                       |
|             | Мария Франсишка   | 22 апреля 1800  | 4 сентября 1834  | с 1816 года супруга Дона Карлоса Старшего |
|             | Изабелла Мария    | 4 июля 1801     | 22 апреля 1876   | регентша Португалии в 1826—1828 годах; умерла незамужней                                                                                          |
|             | Мигел I           | 26 октября 1802 | 14 ноября 1866   | король Португалии в 1828—1834 годах |
|             | Мария да Ассунсан | 25 июня 1805    | 7 января 1834    | умерла незамужней |
|             | Ана               | 23 октября 1806 | 22 июня 1857     | с 1827 супруга 1-го герцога Лоле |